# 庫夫施泰因城堡
庫夫施泰因城堡（德語：Festung Kufstein）是位於奧地利城市庫夫施泰因的一座城堡，也是庫夫施泰因的地標。庫夫施泰因城堡修建在一座高507米的山峰上。

## 外部連結
- 维基共享资源上的相關多媒體資源：Kufstein Fortress

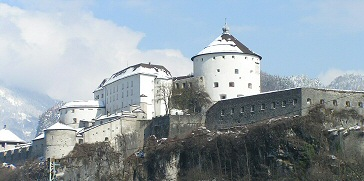

- Festung Kufstein （页面存档备份，存于） - official site